# История почты и почтовых марок Польши
История почты и почтовых марок Польши охватывает следующие периоды:
- до 1795 года,
- после трёх разделов Речи Посполитой (1795—1914),
- Первой мировой войны (1914—1918),
- между двумя мировыми войнами (1918—1939),
- Второй мировой войны (1939—1945),
- Польской Народной Республики (1945—1989) и
- Третьей Речи Посполитой (с 1989).

Польша является членом Всемирного почтового союза с 1 мая 1919 года, a её почтовым оператором выступает акционерная компания Poczta Polska S. A.

## Развитие почты

### Ранний этап
С 1003 по 1620 год почта в Польше была связана с королевским двором. До XVI века корреспонденция польских властителей доставлялась с помощью гонцов, которым их подданные были обязаны предоставлять возниц и подводы. Помимо королевских гонцов, в Польше также существовали другие почты, которые держали монастыри, суды, университеты и города. Кроме того, письма пересылались с оказией путешествующими купцами или дворянами. Богатые купцы держали свои собственные службы гонцов, управлявшиеся факторами. Из фактории в Кракове, основанной купеческой семьёй Фуггеров, корреспонденцию в Вену и Рим слали также польские правители и магнаты.
Самое раннее упоминание о почтовой связи на территории Польши относится к 1387 году, когда купцы организовали частную сеть конных гонцов, которые сменили пеших письмоносцев. В 1530 году венецианский банкирский дом Фуггеров открыл ежемесячную доставку почты из Кракова в Рим.

### Создание государственной почты
Почту в современном значении этого слова как государственный институт учредил в Польше 18 октября 1558 года король Сигизмунд II Август, организовав первое постоянное почтовое сообщение между Краковом и Венецией. Корреспонденция перевозилась гонцами (курьерами) при помощи конной эстафеты.
17 октября 1558 года польский король Сигизмунд II Август поручил итальянскому купцу Просперо Проване, живущему в Кракове, организовать почтовую связь в Речи Посполитой. Королевская казна платила ему 1,5 тысячи талеров в год за осуществление почтовой связи. Провано объединил все частные почты в единую почтовую службу. Пересылка королевской почты и почты некоторых монашеских орденов производилась бесплатно. Вся другая корреспонденция перевозилась за плату. (В честь отмечавшегося в 1958 году 400-летия польской почты были выпущены семь почтовых марок, почтовый блок, издана книга «400 Lat Poczty Polskiej» («400 лет польской почте») и устроена филателистическая выставка в Варшаве; проводились также специальные гашения посредством памятных почтовых штемпелей.[≡])
Между тем, начиная с 1516 года, дом Турн-и-Таксисов управлял международной службой доставки почты. Польский король решил передать польскую почту в ведение семейства Таксисов, что и сделал 11 июля 1562 года. Кристоф фон Таксис получал такую же ежегодную плату что и Провано. Он управлял почтой как коммерческим предприятием, и из-за присущей ему экстравагантности почтовая связь ухудшилась. Сигизмунд Август расторг договор с семейством Таксисов.
9 января 1564 года польский король назначил генеральным почтмейстером Петера Моффона (Peter Moffon). Моффону, ещё одному итальянскому купцу, живущему в Кракове, почтовый подряд был предоставлен сроком на пять лет. 15 июня 1569 году его сменил Себастьяно Монтелупи. После смерти короля Сигизмунда II Августа в 1572 году Монтелупи продолжал работу почты за свой счёт ещё в течение двух лет. После чего королевская почта перестала работать почти на 11 лет.
29 января 1583 года Себастьян Монтелупи и его зять, Валерий Монтелупи (Walery Montelupi), получили подряд на почтовую службу на пять лет. Выдавая подряд, король Стефан Баторий, ввёл универсальный почтовый тариф в размере 4 грошей за письмо весом не более 1 лота (около 12,66 граммов) за пересылку на любое расстояние на польской территории. Это был первый универсальный почтовый тариф в мире. Себастьян Монтелупи скончался в 1600 году в возрасте 84 лет, и Валерий Монтелупи продолжал управлять почтовой службой до самой своей смерти в 1613 году.
В 1564 году было опубликовано первое польское почтовое постановление — пол. «Uniwersał na podwody warszawskie» («Универсал о варшавской подводе») — в котором был также указан первый почтовый тариф. Во время правления короля Стефана Батория королевской почтой было налажено сообщение с Вильно и была введена фиксированная плата в размере 4 гроша за пересылку 1 лота веса.
В 1620 году сейм принял закон, согласно которому были созданы частные почты, дополняющие деятельность королевской почты. Первый патент на создание такой почты получил Роберто Бандинелли. Он перевозил почту в европейские страны, а также поддерживал постоянное сообщение из Львова до Варшавы, Торуни и Гданьска. Оплата за перевозку корреспонденции была постоянной и составляла: 1⅓ грошей из Львова до Замосци, 2 гроша из Львова до Люблина и 3 гроша из Львова до Варшавы. В 1647 году король Владислав IV издал указ о почте, которым отменил подводу, введя вместо неё почтовый налог (называемый «квадруплом» («kwadruplę»), поскольку он в четыре раза превышал размер подводы). Почта стала общегосударственным учреждением, содержащимся на поступающие от специального налога доходы и предназначенным для всего общества. В конце XVII века, в царствование короля Яна III Собесского, королевская почта содержала почтовые станции и тракты из Варшавы в Познань, Гданьск, Вильно и Дрезден, а также из Кракова во Львов.
В 1764 году король Станислав Август Понятовский издал «Универсал о почтовом деле» («Uniwersał w sprawie poczty»), который стал основой для существенной модернизации института почты в Польше. Для этого руководство почтовой службой было поручено «Генеральной дирекции почт Е. К. В. коронных и литовских земель». Перевозкой корреспонденции занимались пешие и конные гонцы, которых называли курьерами или почтальонами. Письма доставлялись обычной почтой (так называемой «ординарной» — «ordynaryjną») и так называемыми «эстафетами» («sztafetami»), либо специальными гонцами. Согласно изданной в это время «Полной почтовой таксе на письма как в другие края в Коронных землях, так и в Великом Княжестве Литовском» («Zupełną taksą pocztową na listy, tak do cudzych krajów w Koronie, jak i W. Ks. Litewskiego») вводится принцип равной оплаты для всех лиц, пользующихся почтовой связью. От платы освобождалась только военная и фискальная корреспонденция, корреспонденция Постоянного Совета и некоторых монашеских орденов.
После издания в 1764 году «Инструкций для господ почтмейстеров» («Instrukcji dla Ichmościów panów pocztmagistrów») в Польше начали использовать государственные почтовые печати, оттискиваемые на сургуче, и штемпели, оттиски которых делались тушью. Печати использовались для удостоверения почтовых документов и защиты писем, поврежденных в процессе перевозки. Штемпели применялись для обозначения места отправки корреспонденции. Известны печати того периода из Гродно, Каунаса, Кракова, Люблина, Львова, Варшавы и штемпели для Белостока, Бельска-Подляски, Гродно, Калиша, Кракова, Красныстава, Кременца, Люблина, Львова, Минска и Пётркува-Трыбунальского, Познани, Радома, Варшавы, Вильнюса и Замосци. В 1775 году введён дополнительный штемпель, освобождающий от почтовых сборов военную корреспонденцию, отмеченную универсалами Великих гетманов коронного и литовского. В 1794 году также введены печати почтовой цензуры.
Хотя почтовая служба существовала в Польше с 1558 года, почтовые штемпели впервые вошли в употребление в 1764 году.

### Потеря независимости
Три раздела Польши в 1772, 1793 и 1795 году привели к исчезновению независимого польского государства.
Почтовые службы на землях, занятых Германией и Австрией, вошли под почтовое управление этих стран.
В 1772 году на оккупированной Австрией территории было создано Королевство Галиции, являющееся частью Австрийской империи. Оно существовало до 1918 года.
Недолго, с 1807 по 1813 год, просуществовало Варшавское герцогство, созданное Наполеоном I из польских земель, уступленных Королевством Пруссия по условиям Тильзитского мира.
В 1815 году, после поражения Наполеона в 1813 году, на Венском конгрессе на землях Варшавского герцогства было создано Царство Польское и Вольный город Краков.
Царство Польское попало под контроль Российской империи, и почтовая служба получила автономию в 1815 году. В 1851 году почта перешли в ведение регионального отделения российского почтового департамента в Санкт-Петербурге. В 1855 году на некоторое время контроль Царства Польского был восстановлен, но после восстания 1863 года почтовая связь снова перешла под российский контроль с 1866 года. Это положение сохранялось до Первой мировой войны.

### Вольный город Краков
В 1815 году население Вольного города Кракова составляло 95 тысяч жителей, из которых 23 тысячи жили в самом городе, а остальные — вокруг города. По дарованному Кракову уставу город отвечал за почту.
Центральная почтовая контора существовала ещё с времён когда Краков входил в состав Варшавского герцогства. 1 июня 1816 году в ведение Почты Вольного города Кракова перешла существующая центральная почтовая контора. Её штат состоял из директора, четырёх клерков, двух почтальонов и кондуктора. Две почтовые станции были открыты в Крешковицах (Kreszkowice) и Кла (Cla). Вскоре были налажены почтовые маршруты между всеми тремя польскими землями: Галицией, Царством Польским и Пруссией.
По уставу Вольный город имел исключительное право на частную почту. Упомянутые три державы могли перевозить только государственную почту. Тем не менее, 1 декабря 1816 года правительство Пруссии открыло почтовое отделение и организовало доставку почты из Кракова в Пруссию. Несмотря на протесты Вольного города Кракова Пруссия продолжало пересылку корреспонденции. 16 мая 1818 года пример Пруссии подхватила Австрия, открыв своё почтовое отделение и начав доставку почты в Галицию.
В первом полном финансовом году, 1816/17, Краковская почта получила прибыль в размере 18 887 злотых. К 1822/23 году, из-за конкуренции она уменьшилась до 2802 злотых, несмотря на прирост численности населения и рост объёмов перевозок.
Доставку писем осуществляли два почтальона, которые взимали 4 гроша за каждое доставленное письмо или 8 грошей в случае ценного письма. В 1825 году тариф был уменьшен вдвое.
В 1833/34 финансовом году Краковская почта обработала всего 66 910 писем, в среднем по 185 в день. В декабре 1834 года сенат Вольного города Кракова получил уведомление от Царства Польского об открытии почтового отделения в Кракове. Протесты не принесли результатов. В августе 1836 года Вольный город Краков заключил соглашение с Царством Польским о прекращении работы его почты и сдачи здания почты в аренду Царству Польскому с 1837 года. В ответ Краков должен был получать ежегодную плату в размере 12 тысяч злотых в год.
В прусском почтовом отделении использовались три разных календарных штемпеля:
1. ручной штемпель в две строки,
2. штемпель гашения с рисунком из двух кругов и
3. штемпель гашения с рисунком из одного круга.

Все они имели надпись: KRAKAU («Краков») и дату. Австрийским почтовым отделением применялся однострочный ручной штемпель с текстом CRACAU («Краков»). Почта Царства Польского использовала два календарных штемпеля: один с одинарным внешним кругом, а другой — с двойным внешним кругом с текстом KRAKÓW («Краков»).

### Почтовые штемпели Царства Польского
С 1815 года надписи на почтовых штемпелях были на польском языке. С 1860 года надписи на штемпелях были на русском и польском языках. С 1871 года почтовые штемпели были только с русскими надписями.
Использовались различные виды стандартных почтовых штемпелей:
| Описание штемпеля                                                                                 | Год начала использования (самый ранний известный случай) | Год окончания использования (самый поздний известный случай) |
| ------------------------------------------------------------------------------------------------- | -------------------------------------------------------- | ------------------------------------------------------------ |
| Надпись в одну строку на польском языке                                                           | 1821                                                     | 1870                                                         |
| Надпись в одну строку на польском языке в прямоугольной рамке                                     | 1829                                                     | 1870                                                         |
| Надпись в две строки, с обозначением города на польском языке и даты на латинском                 | 1814                                                     | 1844                                                         |
| Надпись в две строки на русском и польском языках                                                 | 1860                                                     | 1870                                                         |
| Надпись в две строки на русском и польском языках в прямоугольной рамке                           | 1860                                                     | 1870                                                         |
| Надпись в две строки на русском языке                                                             | 1871                                                     | 1890                                                         |
| Надпись в три строки на русском языке в прямоугольной рамке                                       | 1871                                                     | 1877                                                         |
| Круглый штемпель с надписью на польском языке и датой в две строки с цифрами                      | 1829                                                     | 1868                                                         |
| Круглый штемпель с надписью на русском и польском языках и датой в две строки с цифрами           | 1860                                                     | 1870                                                         |
| Круглый штемпель с надписью на русском языке                                                      | —                                                        | 1917                                                         |
| Четыре концентрические окружности с номером в центре, при этом номер обозначал почтовое отделение | 1858                                                     | 1870                                                         |

Известны также другие редкие нестандартные почтовые штемпели.
- Польская почта в 1930-х годах
- Курьер Польской почты на мотоцикле «Сокол 1000»
- Работники почтово-телеграфного отделения в Подгайцах

- Наружное оформление почтового отделения и почтовый велосипед. Музей в Люблине
- Почтовый ящик во время немецкой оккупации в Познани (1939)

## Первая польская почтовая марка
Первая польская почтовая марка была эмитирована для Царства Польского 1 января 1860 года (по новому стилю). Поскольку 1 января пришлось на воскресенье, почтовая марка фактически поступила в продажу лишь на следующий день. Её рисунок был аналогичен российским почтовым маркам того периода. В центре марки было изображение герба Царства Польского. Марка была гравирована гравёром Польского банка Хенриком Мейером (Henryk Mejer). Использованные им рисунки были обнаружены в архиве в Санкт-Петербурге, но имя художника остаётся неизвестным. Марки были отпечатаны государственной типографией в Варшаве по распоряжению почтовой службы Царства Польского. Использованная для печати марок печатная машина высокой печати была изобретена Израэлем Авраамом Стаффелем (1814—1884) для печати в два цвета. Она могла печатать 1 тысячу листов в час и была оборудована счётчиком, обеспечивавшим правильность подсчёта. Помимо этих фактов о ней сегодня мало что известно.
Печать была выполнена без согласования с российским почтовым ведомством. Региональное управление в Санкт-Петербурге одобрило марку лишь впоследствии, 4 марта 1860 года (по новому стилю). Выпущенные марки могли использоваться только на территории Царства Польского и на корреспонденции, отправляемой в Россию (письма, предназначенные для отправки в другие государства, нужно было оплачивать наличными до 1864 года). Считается, что всего было напечатано около трёх миллионов этих почтовых марок. Когда 1 апреля 1865 года (по новому стилю) марки были выведены из обращения, остаток марок в размере 208515 штук был уничтожен. После этой даты в обращении были только российские почтовые марки.
Также были выпущены конверты с штемпелями (марками) ценностью в 10 копеек для иногородней и в 3 и 1 1/2 копейки для городской варшавской почты.

## Первая мировая война
В 1915 году Царство Польское было оккупировано Центральными державами.

### Австро-венгерская оккупация
Австрия оккупировала южную часть Царства Польского. Специальные марки не выпускались: в обращении были австрийские почтовые марки. Были открыты отделения австрийской полевой почты, которые применяли почтовые штемпели с польскими названиями городов.
В почтовом обращении были следующие почтовые марки:
- Большинство общих выпусков Австро-Венгерской военной почты с 1915 по 1918 год — 75 различных марок
- Некоторые из выпусков Боснии и Герцеговины периода 1904—1916 годов — 41 различная марка
- Некоторые из выпусков Австрии периода 1908—1916 годов — 42 различные марки

Кроме того, в обращении были одна почтовая карточка Боснии и Герцеговины и четыре почтовых карточки общих выпусков Австро-Венгерской военной почты.
Российские календарные штемпели были заменены на австрийские календарные штемпели. На них была надпись нем. «K. u. K. ETAPPENPOSTAMT» («Императорское и королевское округное почтовое отделение») вверху и польское название города внизу.
Ниже приведён список почтовых отделений с такими календарными штемпелями, названия в скобках — это более поздние изменения названия, через тире дан перевод этих названий на русский язык:
- Annopol Lubelski — Аннополь
- Bełchatów — Белхатув
- Bełżyce — Белжице
- Bialobrzegi Kreis Radom —Бялобжеги (округ Радом)
- Bilgoraj — Билгорай
- Busk — Буск
- Chęciny — Хенцины
- Chmielnik — Хмельник
- Cholm (Chełm) — Холм (Хелм)
- Dąbrowa — Домброва
- DębIin —Демблин
- Działoszyce — Дзялошице
- Działoszyn — Дзялошин
- Gorzkowice — Горсковице
- Granica — Граница
- Grubieszów (Hrubieszów) — Хрубешув
- lłza — Илжа
- Iwaniska — Иваниска
- Janów — Янув
- Jedlińsk — Едлиньск
- Jędrzejów — Енджеюв
- Kazimierza Wielka — Казимежа-Велька
- Kielce — Кельце
- Klimontów — Климонтув
- Klomnice — Кломнице
- Koniecpol — Конецполь
- Końsk — Коньске
- Koprzywnica — Копшивница
- Kozienice — Козенице
- Kraśnik — Красник
- Krasnostaw — Красныстав
- Lipsko — Липско
- Lubartów — Любартув
- Lublin — Люблин
- Łaszczów — Лащув
- Łęczna — Ленчна
- Miechów — Мехув
- Nowa Brzeźnica — Нова-Бжезница
- Nowoaleksandrya (Puławy) — Новая Александрия (Пулавы)
- Noworadomsk — Новорадомск
- Nowy Korczyn — Новы-Корчин
- Olkusz — Олькуш
- Opatów — Опатув
- Opoczno — Опочно
- Opole Kreis Pulawy — Ополе (округ Пулавы)
- Osjaków — Осякув
- Ostrowiec — Островец
- Ożarów Kreis Opatów — Ожарув (округ Опатув)
- Pajęczno — Паенчно
- Piaski Kreis Lublin — Пяски (округ Люблин)
- Pilica — Пилица
- Pińczów — Пиньчув
- Piotrków — Пётркув
- Pradła — Прадла
- Proszowice — Прошовице
- Przedbórz Kreis Końsk — Пшедбуж
- Przysucha — Пшисуха
- Puławy — Пулавы
- Radom — Радом
- Radoszyce Kreis Końsk — Радошице
- Rudniki — Рудники
- Sandomierz — Сандомир
- Silniczka — Сильничка
- Skała — Скала
- Skalbmierz — Скальбмеж
- Skaryszew — Скарышев
- Skarżysko — Скаржиско
- Sławków — Славкув
- Słomniki — Сломники
- Solec Kreis Wierzbnik — Солец (округ Вежбник)
- Staszów — Сташув
- Stopnica — Стопница
- Strzemieszyce — Стшемешице
- Suchedniów — Сухеднюв
- Sulejów — Сулеюв
- Szczebrzeszyn — Щебжешин
- Szczekociny — Щекоцины
- Szczerców — Щерцув
- Szydłów — Шидлув
- Szydłowiec — Шидловец
- Tarnogród — Тарногруд
- Tomaszów Kreis Tomaszów — Томашув (округ Томашув)
- Wąwolnica — Вонвольница
- Widawa — Видава
- Wierzbnik — Вежбник (Стараховице)
- Włoszczowa — Влощова
- Wodzisław — Водзислав
- Wolbórz — Вольбуж
- Wolbrom — Вольбром
- Zaklików — Закликув
- Zamość — Замосць
- Zawichost — Завихост
- Zwierzyniec Kreis Zamość — Звежинец (округ Замосць)
- Żarki — Жарки

### Немецкая оккупация
Оккупированная Германией территория была названа «Варшавским генерал-губернаторством», а 5 ноября 1916 года была провозглашена Королевство Польским Германией и Австрией.
12 мая 1915 года для обращения на занятых Германией землях были впервые пять немецких почтовых марок того периода с надпечаткой «Russisch-Polen» («Русская Польша»), сделанной императорской типографией в Берлине. 1 августа 1916 года, после падения Варшавы и полной оккупации северной Польши, была эмитирована серия из 11 марок с надпечаткой «Gen.-Gouv. Warschau» (сокращённо от «Генерал-губернаторство Варшава»). Они оставались в обращении до ноября 1918 года. Этими марками оплачивалась доставка писем не непосредственно адресату, а только до почтового отделения.
Помимо почтовых марок, надпечатки также были сделаны на цельных вещах. Вышли одна почтовая карточка и одна ответная почтовая карточка с надпечаткой «Russisch-Polen». Были изданы три разные почтовые карточки и две разные ответные почтовые карточки с надпечаткой «Gen.-Gouv. Warschau».
Были также изготовлены цельные вещи с гашением по заказу с надпечаткой «Russisch-Polen». Были напечатаны: три разные почтовые карточки трёх номиналов (3, 5 и 10 пфеннигов), пять разных предоплаченных конвертов (номиналом в 3, 5, 10, 20 и 40 пфеннигов) и одна бандероль номиналом в 3 пфеннига. Почтовые карточки и конверты выпускались как иллюстрированные, так и простые.

### Эссе Королевства Польского
В начале 1917 года германцы поручили главе гражданской администрации в Варшаве организовать проведение Варшавским обществом художников (пол. Warszawskie Towarzystwo Artystyczne) между польскими художниками конкурса рисунков для серии стандартных марок Королевства Польского. Одним из условий конкурса было наличие на марках надписи «Królestwo Polskie» («Королевство Польское»). Победителям предлагались денежные призы в размере от 150 до 1000 марок. Датой окончания конкурса было 1 декабря 1917 года. К назначенному сроку всего 32 художника представили около 148 рисунков марок. Эссе всех этих 148 рисунков были отпечатаны на листах в чёрном, коричневом, зелёном и синем цвете. 11 января 1918 года был также опубликован буклет со всеми этими рисунками.
Было отобрано тринадцать рисунков и выгравировано в императорской типографии в Берлине. 13 отобранных рисунков были отпечатаны в предполагаемых цветах на 5 листах. Марки были помещены в папки и разосланы по разным германским посольствам и дипломатическим миссиям, существовавшим в то время.
Среди этих художников были: М. Быстыдзенски (Maksymilian Bystydzieński), Хенрик Одерфельд (Henryk Oderfeld), Никодем Романус (Nikodem Romanus), Йозеф Том, Аполониуш Кендзерски, Людвик Гардовски, Людвик Соколовски (Ludwik Sokołowski), Зигмунт Бенюлис (Zygmunt Beniulis), Ян Огоркевич (Jan Ogorkiewicz), Эдмунд Джон (Edmund John), Эдвард Трояновски и Мечислав Нойфельд (Mieczysław Neufeld).
Когда в 1918 году Польша обрела независимость, двух из художников, принимавших участие в конкурсе 1917 года, Эдварда Трояновски и Эдмунда Бартломейчика, попросили внести изменения в предложенные ими рисунки для использования новой Республикой Польша. Впоследствии эти рисунки (с внесенными в них изменениями) послужили основой для дизайна марок Республики Польша второго стандартного выпуска (1919—1922 годов).

### Местная почтовая связь
Оккупационные власти не обеспечивали местной доставки: организацию службы местной доставки они оставили на городские советы. Некоторые из таких советов выпускали марки для оказания такой услуги, другие использовали печати, которые ставились на письмах. Большинство из выпущенных марок печатались без разрешения оккупационных властей. Все они стали недействительными сразу после выпуска польских почтовых марок в ноябре 1918 года.
Список местных городских почтовых служб, применявших почтовые марки и (или) ручные штемпели для местной доставки:
- Александрув-Куявски (Aleksandrów Kujawski) — ручной штемпель.
- Бендзин (Będzin) — ручной штемпель.
- Хенцины (Chęciny) — 8 марок выпущено неофициально, считаются фальшивыми.
- Челядзь (Czeladź) — ручной штемпель.
- Ченстохова (Częstochowa) — ручные штемпели.
- Коло (Koło) — ручные штемпели.
- Любомль (Luboml) — 7 марок заказаны и напечатаны, но прибыли слишком поздно для использования.
- Лодзь (Łódź) — ручные штемпели.
- Млава (Mława) — ручной штемпель.
- Отвоцк (Otwock) — 1 марка и ручной штемпель.
- Пабьянице (Pabianice) — ручной штемпель.
- Прушкув (Pruszków) — ручной штемпель.
- Пшедбуж (Przedbórz) — 18 марок считаются выпущенными[22].
- Седльце (Siedlce) — ручные штемпели.
- Сосновец (Sosnowiec) — выпущено 7 разных марок[23].
- Томашув-Мазовецкий (Tomaszów Mazowiecki) — ручной штемпель.
- Варшава (Warszawa) — 10 разных марок и ручные штемпели[24].
- Вильно (Wilno) — ручные штемпели.
- Влоцлавек (Włocławek) — ручной штемпель.
- Высоке-Мазовецке (Wysokie Mazowieckie) — ручной штемпель.
- Заверце (Zawiercie) — 2 марки[25].
- Жарки (Żarki) — выпущено 9 марок[26][27].
- Жирардув (Żyrardów) — ручные штемпели.

## Провизории Польской Республики
В ноябре 1918 года была создана Польская Республика. Общепринятой датой обретения Польшей независимости считается 11 ноября 1918 года. На самом деле эта дата относится только к Варшавскому генерал-губернаторству (в границах оккупации 1915—1916 годов). Оккупированная Австрией территория была освобождена 29 октября 1918 года. Германия продолжала удерживать территорию Великой Польши до 27 декабря 1918 года, а территорию Поморья — до 10 февраля 1919 года. У каждой из этих зон была собственная история до выпуска общепольских почтовых марок.

### Бывшая оккупированная Германией русская территория
После заключённого 11 ноября 1918 года перемирия польские власти начали работать над организацией почтовой связи. Были изданы инструкции о временном использовании имеющихся почтовых марок и модификации или замене штемпелей гашения на штемпели с названиями населённых пунктов на польском языке. Многие почтовые отделения по собственной инициативе сделали на марках с надписью нем. «Russisch-Polen» и «Gen.-Gouv. Warschau» надпечатки текста пол. «Poczta Polska» («Польская почта»), «Na Skarb Narodowy» («?») и т. д.

#### Местные надпечатки
Известны местные надпечатки на почтовых марках нем. «Russisch-Polen» и «Gen.-Gouv. Warschau» следующих населённых пунктов:
- Александрув-Куявский (Aleksandrów Kujawski) — известно об обращении 11 разных марок с 18 ноября 1918 года по 3 января 1919 года.
- Блоне (Błonie) — были сделаны надпечатки на 11 марках и двух почтовых карточках с помощью резинового штампа, все известные экземпляры имеют филателистическое происхождение.
- Бжезины (Brzeziny) — были сделаны надпечатки на 14 марках и двух почтовых карточках, все известные экземпляры имеют филателистическое происхождение.
- Цехоцинек (Ciechocinek) — известны надпечатки на 6 разных марках, их экземпляры датированы периодом между 13 и 22 декабря 1918 года. Известны только прошедшие почту экземпляры. Известны лишь от двух до десяти экземпляров каждой из таких марок (согласно каталогу 2001 года). Это самые дорогостоящие польские почтовые марки.
- Гродзиск (Grodzisk) — были сделаны надпечатки на 11 разных марках и двух почтовых карточках, все известные экземпляры имеют филателистическое происхождение.
- Избица (Izbica) — известны надпечатки на 4 разных марках.
- Калиш (Kalisz) — почтовым отделением в Калише были выполнены надпечатки на 15 разных марках. Ещё в четырёх других оригинальных надпечатках применялись ручные штампы, поставленные неким филателистическим дилером, которые ставились на 10 разных марках, что даёт 40 разных видов, которые, как считается, носят филателистический характер.
- Коло (Koło) — известны надпечатки на 10 разных марках и одной почтовой карточке, выполненные двумя разными ручными штампами.
- Конин (Konin) — использовались две оригинальные надпечатки на 10 разных марках, что даёт 20 видов. В январе 1919 была сделана другая надпечатка; все известные вещи с этой третьей надпечаткой имеют филателистический характер.
- Ленчица (Łęczyca) — были сделаны надпечатки на 14 разных марках и двух почтовых карточках.
- Лович (Łowicz) — были сделаны надпечатки на 11 разных марках и одной почтовой карточке, на всех гашеных экземплярах стоят оттиски почтовых штемпелей, датированных февралём или мартом 1919 года, то есть после поступления стандартных почтовых марок.
- Лукув (Łuków) — известно о поставке двух марок и одной почтовой карточки с 12 декабря 1918 года.
- Макув (Maków) — известны 10 разных марок и одна почтовая карточка, в обращении с 13 ноября 1918 года по 5 января 1919 года.
- Остроленка (Ostrołęka) — были сделаны надпечатки на 8 разных марках и двух почтовых карточках. Насколько известно, были в обращении с 12 ноября 1918 года.
- Острув-Мазовецка (Ostrów Mazowiecka) — были сделаны надпечатки на 9 разных марках и двух почтовых карточках. Насколько известно, были в обращении с 12 ноября 1918 года.
- Отвоцк (Otwock) — все считаются сделанными в филателистических целях.
- Озоркув (Ozorków) — были сделаны надпечатки на 10 разных марках и одной почтовой карточке. Они считаются сделанными в филателистических целях.
- Поддембице (Poddębice) — были сделаны надпечатки на 10 разных марках и двух почтовых карточках. Использовались в течение декабря 1918 года.
- Плоньск (Płońsk) — были сделаны надпечатки на 11 марках, обнаружены только в гашеном виде и считаются сделанными в филателистических целях.
- Пултуск (Pułtusk) — были сделаны надпечатки на 10 разных марках и двух почтовых карточках. Насколько известно, были в обращении с 13 ноября 1918 года по начало января 1919 года.
- Серадз (Sieradz) — были сделаны надпечатки на 10 разных марках и двух почтовых карточках. Были в обращении с 13 ноября 1918 года по конец января 1919 года.
- Скерневице (Skierniewice) — были сделаны чёрно-красные и синие надпечатки на 11 разных марках и двух почтовых карточках. Считаются сделанными в филателистических целях.
- Влоцлавек (Włocławek) — использовались две разные надпечатки и 13 разных марок, что даёт 23 разных вида. Были сделаны надпечатки на двух почтовых карточках, что даёт 4 вида. Были в обращении с 13 ноября 1918 года.
- Здуньская-Воля (Zduńska Wola) — использовались две разные надпечатки и 8 разных марок, что даёт 17 разных видов. Были также сделаны надпечатки на двух почтовых карточках. Они находились в обращении с 13 ноября 1918 года до февраля 1919 года.

#### Первый провизорный выпуск
Первые почтовые марки, выпущенные только что созданным польским министерством почты и телекоммуникаций в Варшаве, появились 17 ноября 1918 года. На не поступивших в обращение марках, напечатанных для местной почты Варшавы в 1916 году, была сделана надпечатка номинала в фенигах (пфеннигах) («fen») сверху и текста пол. «Poczta Polska» («Польская почта») снизу. Это первый известный в мире случай использования местных марок для выпуска почтовых марок государственной почты. Эти марки были в обращении всего лишь несколько недель. Наиболее часто на них встречается оттиск почтовых штемпелей нем. «Warschau», пол. «Warszawa» и «Łódź» («Лодзь»), также известны марки с оттисками штемпелей нем. «Bendzin» («Бендзин») и «Sosnowice» («Сосновице»).
Были изготовлены четыре почтовые марки:
- 5 фенигов на 2 грошах, коричневая — памятник Сигизмунду III.
- 10 фенигов на 6 грошах, зелёная — «Сирена», герб Варшавы.
- 25 фенигов на 10 грошах, карминовая — Польский белый орёл.
- 50 фенигов на 20 грошах, синяя — памятник Яну III Собесскому.

Исходные марки по рисунку профессора Эдварда Трояновского были отпечатаны литографским способом в типографии Яна Котты (Jan Cotty) в Варшаве. Надпечатки были выполнены в типографии «Копытовски и Ска» («Kopytowski i Ska») в Варшаве. Все четыре марки известны с перевёрнутой надпечаткой.
Общий тираж марок, первоначально отпечатанных в 1916 году, согласно счёту типографии составлял:
- 2 гроша — 874 152.
- 6 грошей — 1 814 400.
- 10 грошей — 290 952.
- 20 грошей — 209 952.

Примерно 20 тысяч экземпляров каждой из этих марок не были использованы для надпечатки текста «Poczta Polska» в 1918 году.

#### Второй провизорный выпуск
После немцев остался значительный запас почтовых марок с надпечаткой «Gen. Gouv. Warschau». Их собрали и сделали на них надпечатку линий, перечёркивающих прежнее название, и нового текста «Poczta Polska» («Польская почта»). 5 декабря 1918 года в продажу в почтовых отделениях и магазинах поступили марки восьми разных номиналов (3, 5, 10, 15, 20, 30, 40 и 60 фенигов). Запасы 5-фениговых марок истощились через два дня, поэтому на марках номиналом в 2½ и 3 фенига была сделана надпечатка нового номинала «5». Кроме того, была эмитирована 25-фениговая марка путём нанесения надпечатки числа «25» на марке номиналом в 7½ фенига. Из-за спешки, в которой выпускались эти почтовые марки, выявлено множество ошибок и разновидностей. Надпечатки делала частная типография «K. Kopytowski i S-ka» в Варшаве.
7 декабря 1918 года министерство почт и телеграфов объявило в ежедневных газетах, что с 16 декабря 1918 года немецкие почтовые марки и почтовые карточки без надпечатки «Poczta Polska» не будут приниматься для оплаты почтового сбора.

### Бывшая часть земель Царства Польского, оккупированная Австрией
5 ноября 1918 года почтово-телеграфное управление города Люблин отдало первые распоряжения об организации почты на территории Царства Польского, ранее оккупированной австрийцами. Все почтовые отделения получили указания соблюдать действующие правила и положения и использовать имеющиеся запасы австрийских почтовых марок. Три почтовых отделения по собственной инициативе сделали надпечатки на австрийских марках, и Люблинское почтово-телеграфное управление поставило австрийские марки с надпечаткой в декабре 1918 года. Не сохранилось никаких архивных документов о публичном объявлении или о направлении каких-либо распоряжений почтовым отделениям о выводе из обращения австрийских почтовых марок.

#### Местные надпечатки
Известны следующие местные надпечатки, при этом статус всех этих марок не определён:
- Jędrzejów (Енджеюв) — надпечатка примерно на 13 разных почтовых марках, на одной почтовой карточке и одной доплатной марке.
- Olkusz (Олькуш) — надпечатка примерно на 12 разных почтовых марках и одной доплатной марке.
- Zwierzyniec nad Wieprzem (Звежинец на Вепше) — сделаны надпечатки на трёх разных почтовых марках.

#### Первый люблинский провизорный выпуск
На марках трёх номиналов (10, 20 и 45 халов) Императорского благотворительного фонда Австро-венгерской императорской и королевской военной почты в Люблине были сделаны надпечатки слова POLSKA («Польская») вверху, изображения польского орла в центре и слова POCZTA («Почта») внизу. Всего было выпущено 64 тысяч экземпляров каждой марки с надпечаткой. Почтовые марки были разосланы в 41 почтовое отделение и магазины. Все миниатюры разошлись в течение десяти дней с момента выпуска в обращение 5 декабря 1918 года. Из-за спешки с их печатанием известны такие ошибки как перевёрнутые надпечатки и двойные надпечатки.

#### Второй люблинский провизорный выпуск
Были изготовлены десять марок разных номиналов с использованием почтовых марок императора Карла Австро-венгерской императорской и королевской военной почты, которые вышли в обращение 19 декабря 1918 года. Как и в случае предыдущего выпуска, имеются многочисленные разновидности из-за спешки с изготовлением марок. Ниже приведены почтовые марки с соответствующими надпечатками и указаны их тиражи:
- 3 на 3 геллерах — 13 000.
- 3 на 15 геллерах — 164 600.
- 10 на 30 геллерах — 136 600.
- 25 на 40 геллерах — 109 900.
- 45 на 60 геллерах — 91 800.
- 45 на 80 геллерах — 50 000 с линиями.
- 45 на 80 геллерах — 154 900 со звёздами.
- 50 на 60 геллерах — 75 000.
- 50 геллеров — 22 000.
- 90 геллеров — 108 800.

### Бывшее австрийское Королевство Галиция
После ухода австрийских войск управление этими землями осуществляла управляющая комиссия, называвшаяся Польской ликвидационной комиссией. Польская ликвидационная комиссия была сформирована 28 октября 1918 года в Кракове коалицией польских политических партий в Галиции.

#### Местные надпечатки
Известен ряд почтовых отделений, которые сделали надпечатки или оттиски ей на австрийских почтовых марках. Многие из таких марок действительно поступили в почтовое обращение должным образом. Есть также много таких марок, которые известны только не на конверте и (или) на филателистических конвертах, они считаются спекулятивными выпусками. Ниже приведен список почтовых отделений, эмитировавших местные надпечатки:
- Баранув (пол. Baranów) — ручной штемпель на 14 марках разных номиналов.
- Бельско (пол. Bielsko) — ручной штемпель на двух разных почтовых карточках.
- Бохня (пол. Bochnia) — были сделаны надпечатки на трёх марках, но они не были в обращении.
- Чермин (пол. Czermin) — ручной штемпель на двух разных марках.
- Дзедзице (пол. Dziedzice) — ручной штемпель на двух разных марках.
- Климкувка (пол. Klimkówka) — ручной штемпель на двух разных марках.
- Кросно (пол. Krosno) — была сделана надпечатка на одной почтовой карточке.
- Мелец (пол. Mielec) — известны 19 разных почтовых марок, три почтовых карточки и секретка с надпечатками или оттисками ручного штемпеля нефилателистического характера. Кроме того, около 100 разных марок считаются спекулятивными выпусками.
- Освенцим (пол. Oświęcim) — ручной штемпель на одной марке.
- Скалат (пол. Skałat) — были сделаны оттиски ручных штемпелей на 24 разных марках.
- Венгерска-Гурка (пол. Węgierska Górka) — известен только один конверт с оттиском ручного штемпеля, датированный 3 февраля 1919 года.

Все марки с местными надпечатками следующих почтовых отделений считаются спекулятивными выпусками:
- Мысленице (пол. Myślenice).
- Пшемысль (пол. Przemyśl).
- Розвадув (пол. Rozwadów).
- Свёнтники-Гурне (пол. Świątniki Górne).
- Тарнув (пол. Tarnów).

#### Краковский выпуск
Все австрийские почтовые марки, запасы которых ещё оставались в Кракове, был посланы в две разные типографии в Кракове для производства надпечаток 2 января 1919 года. Этими типографиями были типография А. Козянского (A. Koziański) и типография Ф. Зелинского (F. Zieliński). Надпечатки в типографии Козянского выполнялись типографским способом, а в типографии Зелинского — литографским. В общей сложности на 20 разных почтовых марках, 5 разных газетных марках и 12 разных доплатных марках была сделана надпечатка текста POCZTA POLSKA («Польская почта») в две строки с ромбом или орнаментом между ними. Марки поступили в продажу с 10 января 1919 года.
Были отпечатаны и выпущены следующие почтовые марки следующими тиражами:
- 3 геллера − 2350.
- 5 геллеров − 2050.
- 6 геллеров − 28 800.
- 10 геллеров − 2250.
- 12 геллеров − 15 640.
- 15 геллеров − 62 750.
- 20 геллеров − 5340.
- 25 геллеров − 1150.
- 25 / 80 геллеров − 100 000.
- 30 геллеров − 3740.
- 40 геллеров − 22 390.
- 50 геллеров − 58 230.
- 60 геллеров − 67 020.
- 80 геллеров − 74 190.
- 90 геллеров − 1300.
- 1 крона — 50 860.
- 2 кроны − 90 275.
- 3 кроны − 8005.
- 4 кроны − 5508.
- 10 крон — 440.

12 января 1919 года директор Львовского почтово-телеграфного управления издал распоряжение о выводе из почтового обращения австрийских почтовых марок и цельных вещей без надпечаток с 20 января 1919 года.

#### Выпуск Польской ликвидационной комиссии
Польская ликвидационная комиссия распорядилась об использовании в Галиции этих марок, широко известных как выпуск Польской ликвидационной комиссии. Марки были выпущены 25 февраля 1919 года, причём реализация этих почтовых марок была приостановлена, пока Польская ликвидационная комиссия спорила с министерством почт и телеграфов в Варшаве о праве администрации Галиции выпускать почтовые марки. Спор разрешился в считанные дни, и продажа марок была разрешена с марта с тем условием, что они будут пригодны к почтовому обращению только до 31 мая 1919 года. Рисунок марки разработал Ян Михальский (Jan Michalski), отпечатаны они были в типографии Зелинского (Zieliński) в Кракове. Марки были выпущены без клея и без зубцов.
Почтовые марки были напечатаны и эмитированы следующими тиражами.
- 2 геллера, серая — 501 000.
- 3 геллеров, фиолетовая — 400 850.
- 5 геллеров, зелёная — 980 050.
- 6 геллеров, оранжевая — 100 450.
- 10 геллеров, карминовая — 1 004 050.
- 15 геллеров, коричневая — 1 504 850.
- 20 геллеров, оливковая — 602 650.
- 25 геллеров, красная — 3 008 550.
- 50 геллеров, индиго — 806 650.
- 70 геллеров, синяя — 501 150.
- 1 крона, красно-серая — 408 000.

## Стандартные почтовые марки

### Серии стандартных марок межвоенного периода
Первый стандартный выпуск (1919)
Марки этого выпуска были предназначены только для использования в бывшей австрийской части Польши и были номинированы в кронах и геллерах. Были выпущены марки номиналом в 2, 3, 5, 6, 10, 15, 20, 50, 70 геллеров и 1 крону.
Второй стандартный выпуск (1919—1922)
Представлен тремя сериями почтовых марок. Серия 1919 г. для Южной Польши (в кронах и геллерах) — марки в 3, 5, 10, 15, 20, 25, 50 геллеров, 1, 1,50, 2, 2,50 и 5 крон. Серия 1919 г. для Северной Польши (в марках и фенигах), марки в 3, 5, 10, 15, 20, 25, 50 фенигов, 1, 1,50, 2, 2,50 и 5 марок. Обе серии имели идентичный дизайн, но отличались друг от друга расцветкой. В 1920 году была выпущена унифицированная серия для всей территории Польши (марки в 40 фенигов, 3, 6, 10 и 20 марок). В 1921 году на марке в 40 фенигов была сделана надпечатка нового номинала (3 марки). В 1922 году также была выпущена специальная серия этого выпуска для использования на территории Силезии, которая была представлена номиналами в 5, 10, 20, 40, 50 и 70 фенигов. Были также подготовлены и 1, 3 и 5 марок, но в продажу эти три номинала так и не поступили.
Третий стандартный выпуск («Орёл на барочном щите», 1920—1924)
Первые марки этого выпуска были эмитированы в 1920 году и представлены номиналами в 1, 2, 3, 4, 5 и 8 марок. В 1921 году были выпущены марки в 25 (два варианта расцветки), 50, 100 и 200 марок. В 1923 году — 300, 400, 500, 1000 и 2000 марок. В 1923 году на ряде марок серии была также произведена надпечатка нового номинала — 10 000 марок (на 25 марках), 20 000 марок (на 2 марках) и 100 000 марок (на 5 марках). В 1924 году были выпущены марки достоинством 10 000, 20 000, 30 000, 50 000, 100 000, 200 000, 300 000, 500 000, 1 000 000 и 2 000 000 марок.
Четвёртый стандартный выпуск («Сеятель», 1921)
Представлен номиналами в 10, 15 и 20 марок. В 1923 году на ряде марок этой серии была осуществлена надпечатка нового номинала (25 000 марок на 20 марках и 50 000 марок на 10 марках).
Пятый стандартный выпуск
Эмитирован в 1922—1923 годах и предназначался для использования на территории Силезии. Он был представлен номиналами в 1, 1,25, 2, 3, 4, 5, 6, 10, 20, 50, 80, 100, 200 и 300 марок.
Шестой стандартный выпуск
«Коперник и Конарский». Осуществлён в 1923 год и представлен номиналами в 1000, 3000 и 5000 марок.
После денежной реформы 1924 года были выпущены марки седьмого стандартного выпуска («Орёл в лавровом венке», 1924), номинированные в новой национальной валюте. Марки этого выпуска были представлены номиналами в 1, 2, 3, 5, 10, 15, 20, 25, 30, 40 и 50 грошей.
В 1925 году были выпущены марки восьмого стандартного выпуска («Исторические здания и корабли») номиналом в 1, 2, 3, 5, 10, 15, 20, 24, 30, 40 и 45 грошей. Они были посвящены следующим городам — Вильно (Вильнюс) — марки в 1 и 24 гроша, Львов — 2, 5 и 30 грошей, Варшава — 3 и 10 грошей, Краков — 15 и 40 грошей. Морской тематике были посвящены марки в 20 и 45 грошей.
Девятый стандартный выпуск
С портретами Пилсудского и Мосцицкого. Выпущен в 1928 году и представлен марками в 50 грошей и 1 злотый.
В том же 1928 году был осуществлён десятый стандартный выпуск с изображением государственного герба, представленный марками номиналом в 5, 10 и 25 грошей.
Одиннадцатый стандартный выпуск (1932)
В целом по дизайну повторял марки десятого выпуска, но отличался несколько большим изображением государственного герба. Марки этого выпуска представлены номиналами в 5, 10, 15, 20, 25, 30 и 60 грошей.
Двенадцатый стандартный выпуск
«Пейзажи и президент Мосцицкий». Эмитирован в 1935 году и представлен номиналами в 5, 10, 20, 25, 30, 45, 50, 55 грошей, 1 и 3 злотых. В том числе на марках были представлены и пейзажи Западной Белоруссии (г. Мир, марка в 30 грошей) и Вильно (марка в 1 злотый). В 1937 году марки в 5, 10, 15 и 20 грошей были переизданы с измененным рисунком.
Тринадцатый стандартный выпуск
С портретом Рыдз-Смиглы был выпущен в 1937 году и представлен марками в 25 и 55 грошей.
В 1938 году был осуществлен четырнадцатый стандартный выпуск с портретом Мосцицкого (марки в 15 и 30 грошей).

### Серии стандартных марок Польской Народной Республики
Первый стандартный выпуск
С портретами Траугутта, Костюшко и Домбровского. Эмитирован в 1944 году и представлен марками в 25, 50 грошей и 1 злотый. В 1945 году на марках в 25 и 50 грошей этого выпуска была сделана надпечатка нового номинала (5 злотых).
Второй стандартный выпуск
Известный как «Гознак» (по месту изготовления марок). Был также выпущен в 1944 году и представлен номиналами в 25 и 50 грошей. В 1945 году на марках этого выпуска была осуществлена надпечатка нового номинала (1 злотый на 50 грошах, 1,50 злотого на 25 грошах). В 1947 году на части тиража этих марок были сделаны надпечатки, превращавшие их в авиапочтовые марки достоинством 40 и 50 злотых.
Третий и четвертый стандартный выпуски
Представляли собой чрезвычайные выпуски. Третий выпуск (1944 г.) был представлен надпечатками на довоенных гербовых марках, а четвертый (1945) — надпечаткой нового номинала (50 грошей) и надписи «Польская почта» на оккупационных марках Генерал-губернаторства с портретом Гитлера.
В 1945 году были также выпущены марки пятого и шестого стандартного выпусков номиналами в 1, 3 и 5 злотых и 1,50, 3, 3,50, 6, 8 и 10 злотых соответственно.
В 1947 году были выпущены марки седьмого и восьмого стандартных выпусков, седьмой выпуск («польская культура») был представлен марками в 1, 2, 3, 5, 6, 10, 15 и 20 злотых, восьмой выпуск («профессии») — марками в 5, 10, 15 и 20 злотых.
Эмиссия марок девятого стандартного выпуска с портретом Болеслава Берута началась в 1948 году. В этом году были выпущены марки в 2, 3, 5, 6, 10, 15, 18, 30 и 35 злотых. В 1950 году было осуществлено две постепенных модификации дизайна марок этого выпуска. Первой был повторный выпуск марки в 15 злотых, второй — выпуск марок в 5, 10, 15(в измененном цвете), 20, 25, 30, 40 и 50 злотых. После денежной реформы 1950 года были дополнительно выпущены марки в новом масштабе цен номиналами в 5, 10, 15, 25, 30, 40, 45 и 75 грошей. В 1951 году на марке в 35 злотых была осуществлена надпечатка нового номинала (45 грошей).
В 1955 году началась эмиссия марок десятого стандартного выпуска («статуи Варшавы») номиналами в 5, 10, 15, 20, 40, 45, 60 грошей, 1,55 злотого.
В 1958 году были выпущены марки одиннадцатого стандартного выпуска («ратуши») в 20, 40, 60 грошей, 2,10 и 2,50 злотого.
Двенадцатый стандартный выпуск
«Города». Эмитировался в 1960—1961 годах. В 1960 году были выпущены марки в 5, 10, 20, 40, 50, 60, 80, 95 грошей, 1, 1,15, 1,35, 1,50, 1,55, 2, 2,10, 2,50, 3,10 и 5 злотых. В 1961 году была переиздана марка в 60 грошей и дополнительно выпущена марка номиналом в 90 грошей.
Тринадцатый стандартный выпуск
«Корабли». Издавался в 1963—1965 годах. В 1963 году были выпущены марки в 5, 10, 20, 30, 40, 60 грошей, 1 и 1,15 злотого, в 1964 — 1,35, 1,50, 1,55, 2, 2,10, 2,50, 3 и 3,40 злотого. В 1965 году были переизданы марки в 5, 10, 20, 30, 40, 60 грошей, 1 и 1,15 злотого.
Четырнадцатый стандартный выпуск
«Туризм». Эмитирован в 1966 году и представлен марками в 10, 20, 40, 60 грошей (2 варианта), 1,15, 1,35, 1,55 и 2 злотых.
С конца 60-х и на протяжении 70-х годов, в связи с тем, что Польской почтой в большом количестве эмитировались коммеморативные марки, эмиссия марок стандартных выпусков (вплоть до начала 80-х годов) была не столь активной, как в предыдущие годы.
Пятнадцатый стандартный выпуск
«Цветы». Эмитировался в 1974 году и был представлен марками в 50 грошей, 1, 1,50, 3, 4 и 4,50 злотого.
Шестнадцатый стандартный выпуск
«Покой». Выпущен в 1978—1979 годах. В 1978 году были выпущены марки в 1 злотый, в 1979 — в 1,50, 2 и 2,50 злотого.
Семнадцатый стандартный выпуск
«Головы Вавельские» (1982—1989). Знаменовал собой возврат к массовой печати польских стандартных почтовых марок. В 1982 году были выпущены крупнономинальные марки в 60 и 100 злотых, в 1984 году — марка номиналом в 5 злотых, в 1985 — 2,50 и 10 злотых, а также 5 злотых с измененным цветом и рисунком. В 1986 году были выпущены марки в 20, 40 и 200 злотых, в 1988 — 15 злотых, в 1989 г. — 20 и 60 злотых с измененным цветом и рисунком.

### Серии стандартных марок Третьей Речи Посполитой
Первыми стандартными почтовыми марками Третьей Речи Посполитой стали надпечатки нового номинала на марках 17-го и 18-го выпусков Полькой Народной Республики (350 злотых на 15 злотых 17-го выпуска и 700 злотых на 60 злотых 18-го выпуска). В 1990—1991 году была продолжена эмиссия марок восемнадцатого стандартного выпуска Польской Народной Республики. В 1990 году были эмитированы марки в 2000 и 5000 злотых, а в 1991 — в 700 злотых.
Первый стандартный выпуск Третьей Речи Посполитой
Осуществлён в 1992 году и представлен номиналами в 2000, 2500, 3000, 3500 и 5000 злотых. Основным мотивом марок этого выпуска стало изображение польского герба в различные исторические эпохи.
Второй стандартный выпуск
«Сосны». Начал издаваться в 1993 году, когда были выпущены марки номиналом в 10 000 и 20 000 злотых. После деноминации 1995 года к ним также добавились марки в новом масштабе цен (45 и 80 грошей).
Третий стандартный выпуск
«Знаки зодиака». Эмитирован в 1996 году и представлен марками в 5, 10, 25, 30, 40, 50, 55 грошей, 1, 2 и 5 злотых.
Четвёртый стандартный выпуск
«Усадьбы». Выпущен в 1997—2001 годах.

## Другие виды почтовых марок

### Авиапочтовые марки
Специальные марки для авиапочты выпускались в Польше с 1925 по 1958 годы.

## Тематика
В период Польской Народной Республики на её почтовых марках нашли отражение изменения в государственном и политическом устройстве, общественной жизни страны. Около 20 % почтовых выпусков ПНР были посвящены Ленину, Октябрьской революции и другим темам, связанным с Россией и СССР и составляющим специальную область коллекционирования — «Россику». Так, например, уже в апреле 1961 года, вскоре после космического полёта Гагарина, появились соответствующие марки Польши. Достижения советской космонавтики запечатлены на многих других польских марках.
Эти же темы присутствовали и на других филателистических материалах ПНР; например, известны ленинские картмаксимумы, выпущенные в Польше.
После демонтажа социализма в Польше, за период с 1990 по 2004 год, было осуществлено восемь выпусков, которые можно условно причислить к «Россике». По этому поводу российский филателист Юрий Квасников заметил:
При формальном подходе Польша с восемью выпусками «Россики» за 15 лет выглядит впечатляюще. Однако их сюжеты трудно отнести к пропаганде наших достижений. Отмечено, например, 50 лет расстрела польских офицеров в Советском Союзе, 55 лет расстрела, 60 лет расстрела. Или на одной из марок показана первая марка Польши, содержащая герб Российской империи.

## Развитие филателии
Вскоре после обретения Польшей независимости (в 1918 году) в стране начали устраиваться филателистические выставки. Самой первой из них стала Польская выставка марок в Варшаве в 1919 году. В дальнейшем ей был присвоен статус I Общепольской филателистической выставки, которая проводится регулярно с промежутками между выставками в несколько лет и является главной национальной выставкой Польши.
Одной из ранних филателистических выставок, организованных во времена Польской Народной Республики, стала выставка 1958 года в Варшаве, которая была приурочена к 400-летию польской почты.[^]
С 1961 года среди польских коллекционеров проводился ежегодный конкурс-опрос на лучшую почтовую марку года. Его организаторами были журнал «Filatelista», министерство связи Польши, филателистическое предприятие «Рух» и правление Польского союза филателистов. Например, в 1974 году лучшей польской маркой была признана почтовая миниатюра «100-летие Всемирного почтового союза» (художник Тадеуш Михалюк — пол. Tadeusz Michaluk). Второе место получила почтовая марка в 90 грошей из серии «Дети в польской живописи», созданная Вальдемаром Анджеевским (Waldemar Andrzejewski) по картине неизвестного польского художника XIX века «Девочка в голубом». На третьем месте оказался почтовый блок, приуроченный к международной филателистической выставке «Соцфилэкс-IV» в Катовице (художник Хелена Матушевска — Helena Matuszewska).
Польские коллекционеры принимали активное участие в филателистических форумах и экспозициях как внутри страны, так и за её пределами. Например, в 1962 году в Польше состоялась международная филателистическая выставка «Ленин и его идеи», которую устраивали и в последующие годы. Так, с 10 по 25 октября 1970 года была организована выставка «Ленин и его идеи — Краков-70». Во время работы выставки осуществлялся специальный рейс воздушной почты «По ленинским местам в Польше». Полёт состоялся 26 октября по трассе Краков—Поронин. К этому событию в Польше были выпущены специальные конверты.
15—25 сентября 1975 года в Москве, в зале Союза художников СССР (ул. Вавилова, 65), в рамках дней Варшавы проходила выставка «Варшаве — 30 лет». На ней были продемонстрированы коллекции польских филателистов, иллюстрировавшие путь социалистического развития ПНР за 30 лет:
- «Велогонки Мира» (Р. Ржепко; разработка также была показана на международной выставке «Соцфилэкс-75» в Москве).
- «Международный геофизический год» (Р. Ржепко).
- «Экономические успехи ПНР» (3. Кренжель).
- «30-летие польских крыльев» (В. Гурски; собрание спецгашений, посвященное созданию и деятельности авиалиний Польской Народной Республики).
- «Гербы ПНР» (3. Сикорски).
- «Памятники Варшавы» (Е. Нурчински; коллекция штемпелей и спецгашений).
- собрание 3. Барановского (500 почтовых карточек — солдатских писем польских воинских соединений, дислоцировавшихся в Советском Союзе во Вторую мировую войну, с календарными оттисками штемпелей советской почты).

22 ноября — 5 декабря 1975 года в связи с 25-летием Польского союза филателистов была организована XII Общепольская филателистическая выставка «Лодзь-75», на которой присутствовали также гости из Народной Республики Болгарии, Венгерской Народной Республики, Германской Демократической Республики, Советского Союза, Социалистической Республики Румынии, Чехословацкой Социалистической Республики.